# Compton Edward Domvile

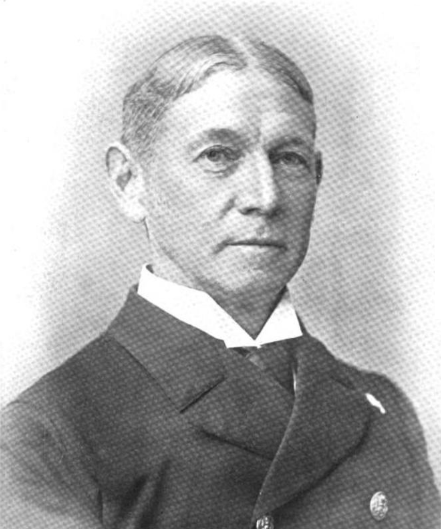
Admiral Sir Compton Edward Domvile (1901)

Sir Compton Edward Domvile, GCB, GCVO (* 10. Oktober 1842 in Worcestershire; † 19. November 1924) war britischer Seeoffizier der Royal Navy, der unter anderem als Admiral zwischen 1902 und 1905 Oberkommandierender der Mittelmeerflotte (Commander-in-Chief, Mediterranean Fleet) war.

## Leben

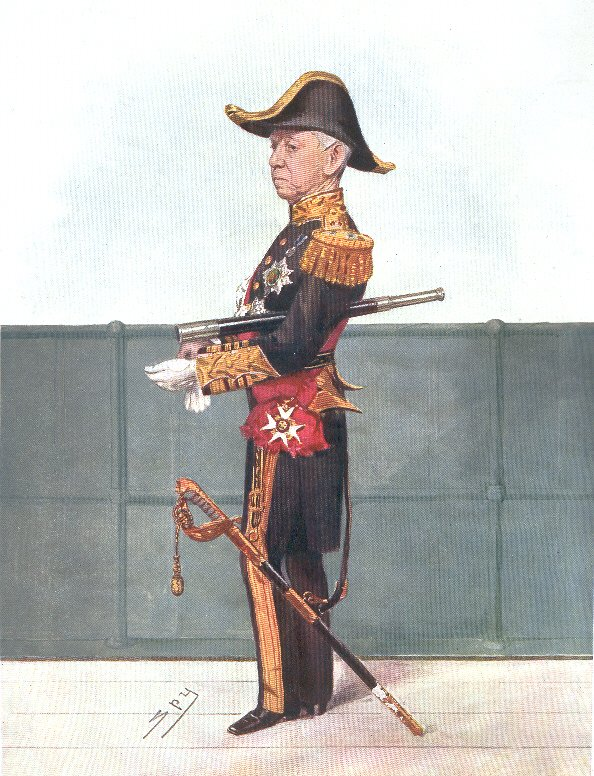
Admiral Sir Compton Domvile in einer Karikatur von Sir Leslie Ward in Vanity Fair, 1906.

Compton Edward Domvile, zweiter Sohn von Henry Barry Domvile, trat nach dem Besuch der Burney’s Academy 1856 in die Royal Navy ein und fand im Laufe der nächsten Jahre zahlreiche Verwendungen als Seeoffizier und Stabsoffizier. Am 27. März 1876 wurde er zum Captain befördert. Im Mai 1877 wurde er Kommandant des Royal Naval College, Greenwich und hatte diesen Posten bis September 1879 inne. Im Anschluss war er zwischen September 1879 und Februar 1883 Kommandant der Korvette HMS Dido. Im März 1884 übernahm er den Posten als Kommandant des Panzerschiffs HMS Temeraire und hatte diesen bis Oktober 1886 inne. Im Anschluss wurde er im November 1886 Kommandant der Marineschießschule (Gunnery School „HMS Excellent“) in Portsmouth und übte diese Funktion bis Juni 1890 aus. Zugleich fungierte er zwischen Juli und August 1889 kurzzeitig als Kommandant des Panzerschiffs HMS Howe.
Am 4. Januar 1891 erfolgte seine Beförderung zum Rear-Admiral. Im Mai 1891 wurde Domvile daraufhin als Leiter der Abteilung Technische Truppe (Director of Naval Ordnance) in der Admiralität und war als solcher bis März 1894 zuständig für Artillerie, Material, Nachschub und Versorgung der Marine. Anschließend hatte er zwischen April 1894 und Mai 1896 den Posten als stellvertretender Kommandeur der Mittelmeerflotte (Second-in-Command, Mediterranean Fleet) inne. Nach seiner Beförderung zum Vice-Admiral am 23. Februar 1897 übernahm er im Mai 1897 das Amt als Kommandierender Admiral der Reservetruppe (Admiral Commanding Reserves) und behielt diese bis Mai 1900. In dieser Verwendung wurde er am 21. Mai 1898 zum Knight Commander des Order of the Bath (KCB) geschlagen, so dass er fortan den Namenszusatz „Sir“ führte.
Zuletzt wurde Sir Compton Domvileam 25. Januar 1902 zum Admiral befördert und löste im Juni 1902 Admiral Sir John Fisher als Oberkommandierender der Mittelmeerflotte (Commander-in-Chief, Mediterranean Fleet) ab. Er bekleidete dieses Amt bis zu seinem Eintritt in den Ruhestand im Juni 1905 und wurde daraufhin vom Admiral Lord Charles Beresford abgelöst. Am 21. April 1903 wurde er zudem zum Knight Grand Cross des Royal Victorian Order (GCVO) sowie am 9. November 1904 auch zum Knight Grand Cross des Order of the Bath (GCB) erhoben.
Aus seiner 1876 geschlossenen Ehe mit Isabella Peel, deren Vater Edmund Peel als Captain im 85th Regiment of Foot diente, gingen drei Töchter und zwei Söhne hervor. Sein älterer Sohn war Admiral Sir Barry Domvile.